# Orlando Urbano
Orlando Urbani (ur. 9 czerwca 1984 w Ceserta) – włoski piłkarz.
Pierwsze kroki jako piłkarz stawiał w Primaverze Juventusu. Po 56. edycji turnieju młodych zawodników we włoskim Viareggio, gdzie piłkarze Starej Damy po raz drugi z rzędu zdobyli to trofeum, Urbani został wypożyczony do zespołu Serie C1 Reggiany. Tam w pierwszej rundzie wystąpił siedmiu spotkaniach, po czym drugą spędził w klubie AC Pavia (również z Serie C1), gdzie zanotował o sześć występów więcej w porównaniu do poprzedniego klubu. Po sezonie trafił do Sassari Torres, jednak tego czasu nie może zaliczyć do udanych. Wystąpił w zaledwie jednym spotkaniu, po czym na drugą część sezonu został wypożyczony do Catanzaro, drugoligowego zespołu w którego barwach zaprezentował się 13 razy. Najbliższy sezon rozpocznie tam, gdzie stawiał pierwsze piłkarskie kroki, ale tym razem jest włączony do pierwszej kadry zespołu Juventusu. W przedsezonowych spotkaniach zaprezentował się dwukrotnie, raz w wygranym 5:0 spotkaniu w Vinovo z Giaveno, przeciwko któremu zdobył gola. Natomiast drugi raz miało to miejsce w sparingu z Romą. Obecnie zawodnik szwajcarskiego klubu FC Lugano.